# Edward Albert
Pour les articles homonymes, voir Albert.
Edward Albert, de son vrai nom Edward Laurence Heimberger, est un acteur américain, né le 20 février 1951 à Los Angeles et mort le 22 septembre 2006 à Malibu.

## Biographie

### Débuts
Edward Albert est né le 20 février 1951 à Los Angeles, en Californie, aux (États-Unis).

### Carrière
Fils du célèbre Eddie Albert, acteur qui a notamment joué dans des films de Robert Aldrich (Attaque, La Cité des dangers) et premier rôle dans la série télévisée Les Arpents verts, Edward Albert se fait remarquer en 1972 dans Butterflies Are Free et, l'année suivante, dans Quarante carats (Forty Carats), deux films réalisés par Milton Katselas sur des scénarios Leonard Gershe.
Il est particulièrement connu pour son rôle de Pine dans La Théorie des dominos (The Domino Principle, 1977) de Stanley Kramer. Il incarne un jeune technocrate pince-sans-rire qui rend Gene Hackman nerveux. Dans une scène fameuse, Gene Hackman manque de l'égorger.
Outre ses talents d'acteur, il est un excellent photographe.

### Mort
Il meurt prématurément à 55 ans d'un cancer du poumon, un an après la mort de son père à 99 ans.

## Filmographie

### Cinéma
- 1965 : The Fool Killer (en) : George Mellish
- 1972 : Libres sont les papillons (Butterflies Are Free) : Don Baker
- 1973 : Quarante carats : Peter Latham
- 1976 : La Bataille de Midway : le lieutenant Tom Garth
- 1977 : La Théorie des dominos : Ross Pine
- 1977 : Un taxi mauve : Jerry Keen
- 1978 : L'Empire du Grec : Nico Tamasis
- 1978 : Le Grand Coup : Jeff Olafsen
- 1980 : Le Jour de la fin du monde : Brian
- 1981 : La Galaxie de la terreur : Cabren
- 1982 : Butterfly : Wash Gillespie
- 1982 : V comme vengeance (A Time to Die) de Matt Cimber : Michael Rogan
- 1982 : La Maison des spectres : Ted Fletcher
- 1984 : Ellie : Tom
- 1986 : Getting Even (film, 1986) (en) de Dwight H. Little : 'Tag' Taggar
- 1987 : Distortions : Jason Marks
- 1987 : The Underachievers : Danny Warren
- 1988 : Terminal Entry : Le capitaine Danny Jackson
- 1988 : Mission: Sauvetage : Le commandant Merrill
- 1989 : Mind Games : Dana Lund
- 1989 : Accidents : Eric Powers
- 1989 : Wild Zone : Le colonel Elias Lavara
- 1990 : Massacre dans l'ascenseur : Kurt Williams
- 1992 : Exiled in America : Filipe Soto
- 1994 : Un ange gardien pour Tess : Barry Carlisle
- 1995 : Sorceress : Howard Reynolds
- 1996 : Espions en herbe : Max Simpson
- 1997 : Modern Rhapsody : Le chorégraphe
- 2001 : Ablaze : Le maire Phillips
- 2004 : No Regrets : Alex Wheeler

### Télévision
- 1994 : Dans l'œil de l'espion : Dave Jarrett
- 2001 : Power Rangers : La Force du temps : Mr Collins